# Kem chua

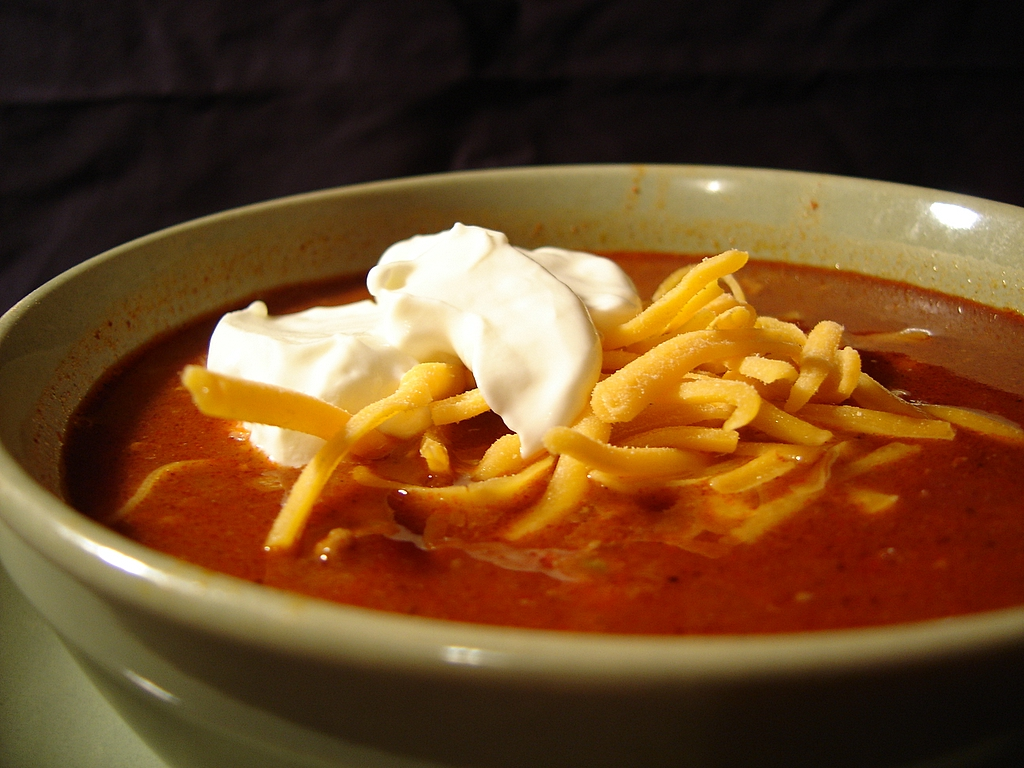
Một bát ớt hầm với kem chua và phô mai

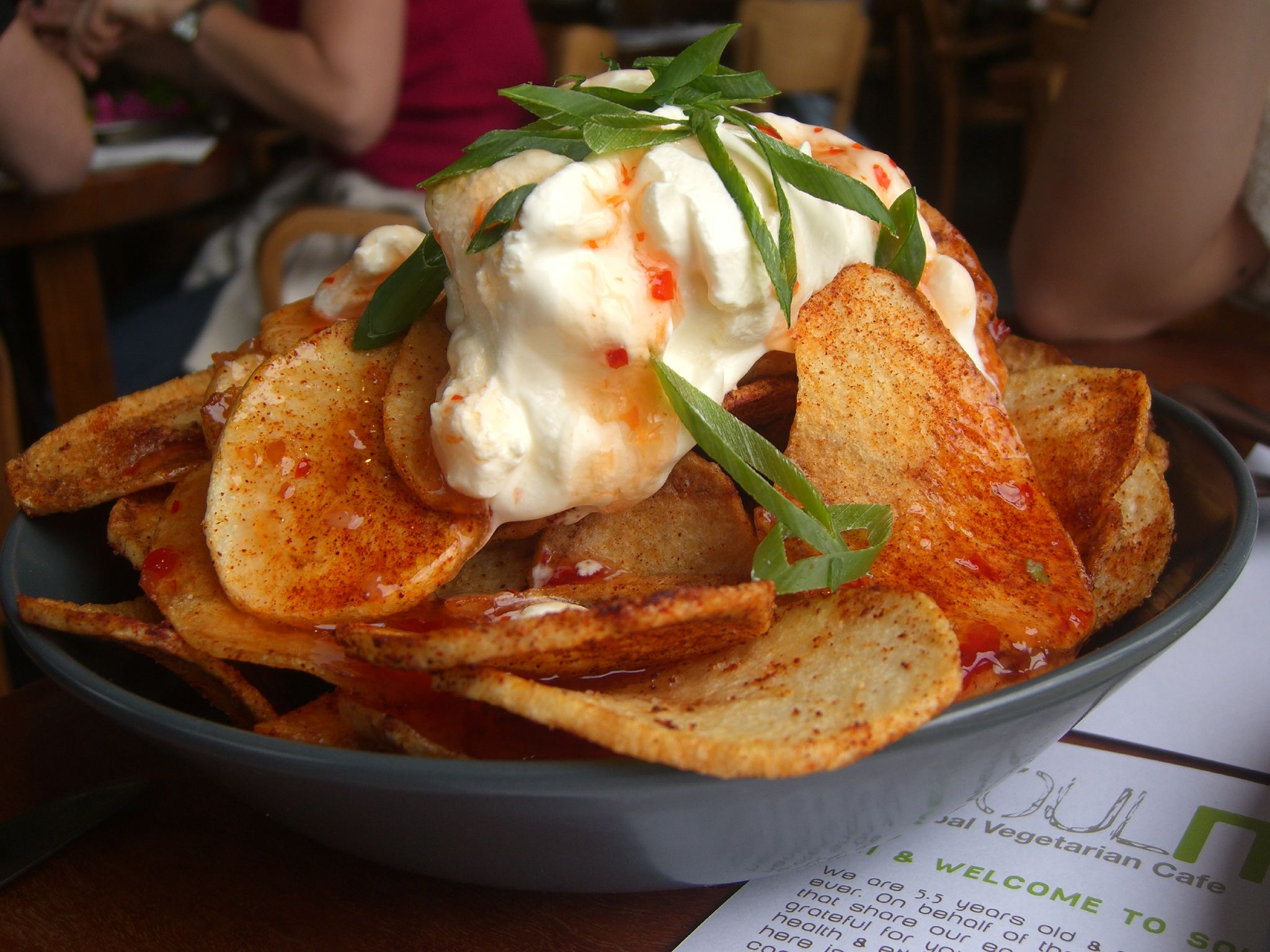
Vỏ khoai tây giòn với kem chua và tương ớt

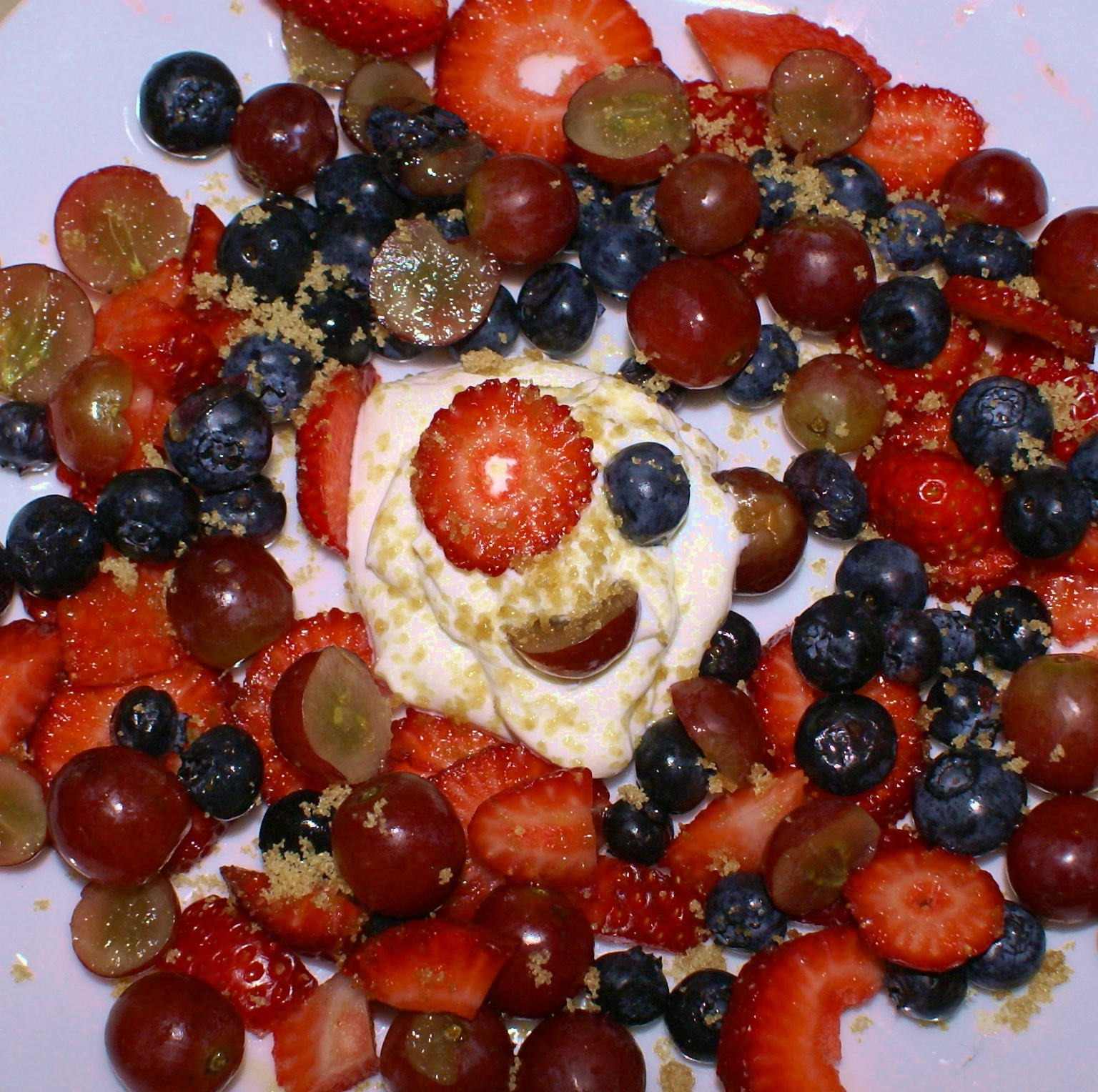
Hỗn hợp quả với kem chua và đường đỏ

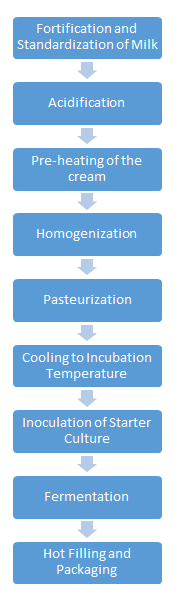
Minh họa về quá trình sản xuất kem chua

 Kem chua là sản phẩm sữa thu được bằng cách lên men kem sữa với một số loại vi khuẩn axit. Các ngành vi khuẩn, được giới thiệu một cách cố ý hoặc tự nhiên, sẽ làm cho kem đặc và chua lại. Tên của nó xuất phát từ việc sản xuất axit lactic bởi vi khuẩn lên men, còn được gọi là làm chua.

## Truyền thống
Theo truyền thống, kem chua được chế biến bằng cách để cho kem tách ra khỏi sữa đang được lên men ở nhiệt độ vừa phải, nó cũng có thể được thực hiện bởi sự làm chua của kem tiệt trùng với vi khuẩn sản xuất axit . Những vi khuẩn được phát triển trong quá trình lên men sẽ làm cho kem đặc lại và bổ sung tính axít, sẽ bảo quản kem một cách tự nhiên.
Kem chua truyền thống chứa từ 18 đến 20 phần trăm chất béo từ bơ và có vi chua đặc trưng từ các axít lactic tạo bởi vi khuẩn.

## Các chủng loài
Các loại kem chua trên thị trường thường chứa không quá 14% chất béo từ sữa. Nó cũng chứa sữa và cặn sữa, nước sữa, không quá 1% tinh bột, muối và men dịch vị được lấy từ thủy phân dạ múi khế của bò con, dê con, hoặc dê, với số lượng phù hợp trong việc sản xuất. Ngoài ra, theo  quy định thực phẩm của Canada, nhũ tương, keo hóa, các chất ổn định và làm đặc trong kem chua là algin, chất gôm từ đậu carốp (chất gôm từ đậu bồ kết ba gai), caragennan, gelatine, chất gôm từ cây guar, pectin, propilene glycol alginate hoặc bất kỳ sự kết hợp  trong đó không quá 0,5 % , monoglycerides,  diglycerides, hoặc bất kỳ sự kết hợp nào, trong đó không quá 0.3 phần trăm, và axit 2 base natri phosphat trong đó không quá 0.05 phần trăm. Sau đó, để có được kem chua, axit cũng được thêm vào để làm chua sản phẩm.
Ít béo, hay kem chua đã giảm đi chất béo có ít bơ hơn kem chua thường, bởi vì nó được làm ra từ hỗn hợp của sữa và kem hơn là chỉ có mỗi kem. "Kem chua" không béo không hề chứa kem, và được làm chủ yếu từ sữa không béo, bột bắp biến tính, phụ gia làm đặc và gia vị. 
Kem chua không được lên men hoàn toàn, và giống như nhiều sản phẩm sữa khác, phải đông lạnh khi chưa mở nắp trước và sau khi sử dụng. Ngoài ra, trong quy định của Canada, một enzym tụ sữa có nguồn gốc từ Rhizomucor miehei (Cooney và Emerson) từ Mucor pusillus Lindt bởi quá trình lên men hoặc từ nấm Aspergillus oryzae RET-1 (pBoel777) cũng có thể được thêm vào quá trình sản xuất kem chua với một số lượng phù hợp với việc sản xuất. Kem chua được bán với mác hạn sử dụng được đóng dấu trên thùng. Kem chua  chưa mở gói có thể giữ được từ 1 đến 2 tuần trên mác hạn sử dụng của nó trong khi kem cua đã mở hộp thì thường kéo dài được từ 7-10 ngày.

## Ứng dụng

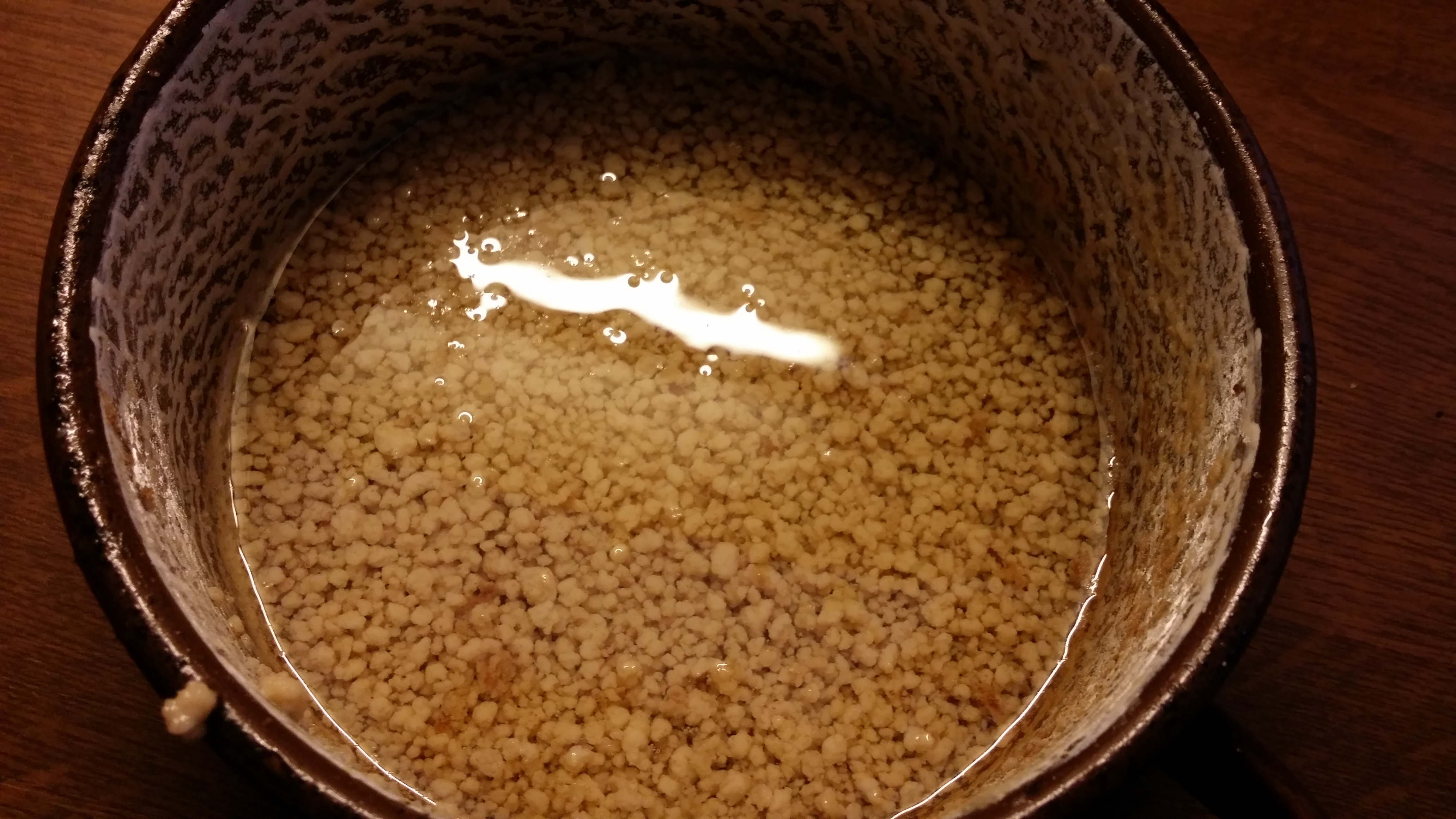
Kem chua cũng có thể được chiên trong dầu hoặc mỡ, và được dùng với các món mì, như trong ẩm thực Hungary.

Kem chua được sử dụng chủ yếu trong các món ăn của châu Âu và Bắc Mỹ như một loại gia vị. Đó là nước sốt truyền thống cho khoai nướng, hay được dùng lạnh với hẹ băm. Nó được dùng để làm một số kem trộn salad và cũng có thể được sử dụng trong việc nướng, thêm vào hỗn hợp bánh ngọt, bánh quy kiểu Mỹ, bánh vòng và bánh nướng. Nó có thể được ăn với trái cây hoặc các loại dâu và đường. Nó cũng được dùng với bánh kẹp cùng với mứt dâu. 
.
Cũng có thể dùng kem chua để làm các loại nước chấm cho khoai tây lát mỏng hay bánh quy, ví dụ như sốt hành tây.
Trong ẩm thực Mêhicô, kem chua được sử dụng để thay thế cho kem béo trong trong nước sôt khoai tây chiên, tacos, burritos, taquitos hoặcguacamole.
Kem chua là một trong những thành phần chính của món gà Paprikash và thịt bò hầm Stroganoff. Nó cũng là thành phần chính trong món cháo Rømmegrøt truyền thống của Na Uy, trong đó "Rømmegrøt" nghĩa là kem chua.
Một biến thể của kem chua được gọi là smetana cũng phổ biến ở đông Âu và Nga như gia vị cho các món súp, thường được cho vào bát và khuấy đêu.